# Scoglio la Monaca
Lo scoglio la Monaca è un'isola dell'Italia, in Calabria.